# Bisdom Cahors

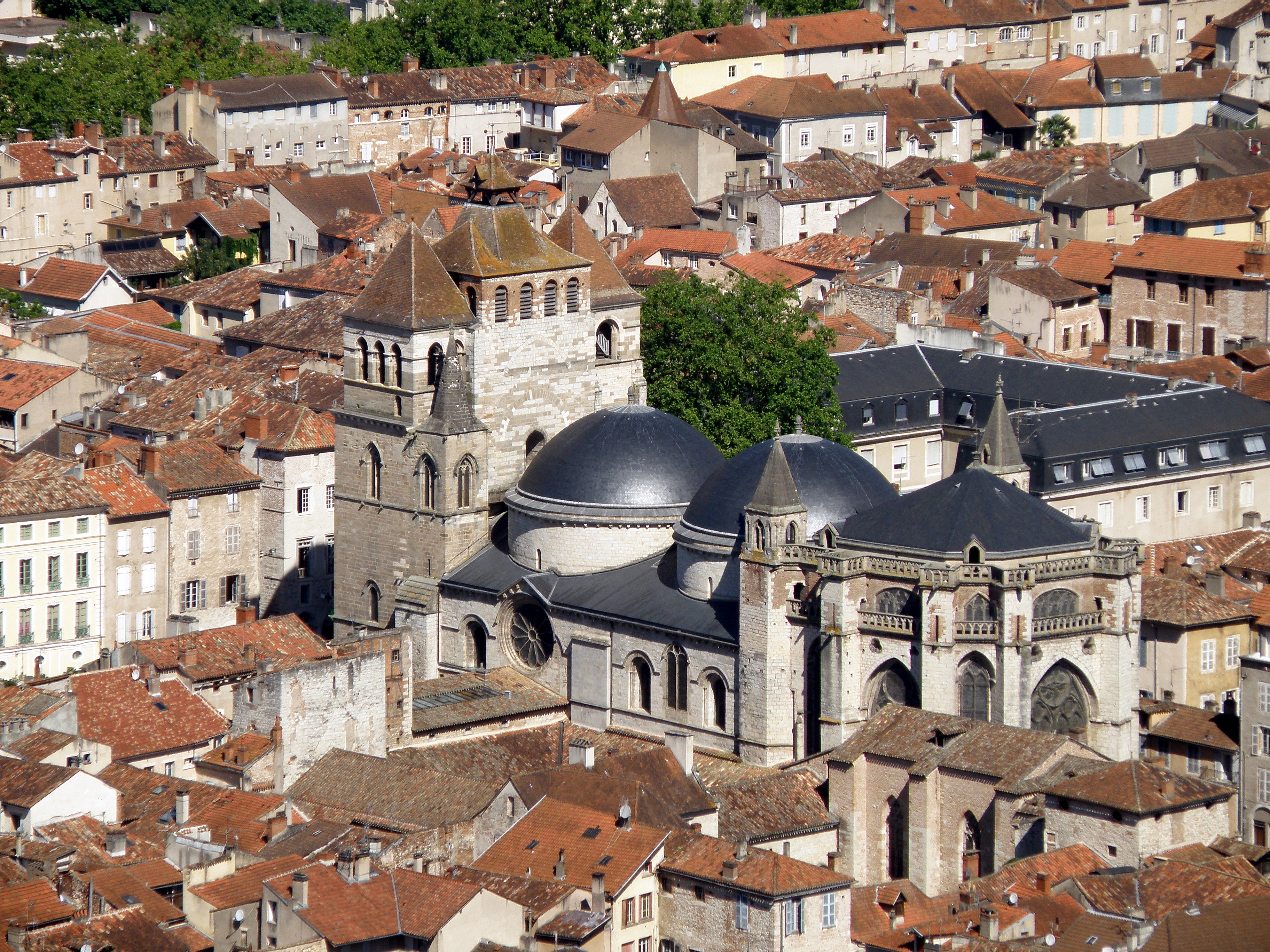
Kathedraal Saint-Étienne (Cahors)

Het bisdom Cahors (Latijn: Dioecesis Cadurcensis, Frans: Diocèse de Cahors), is een rooms-katholiek bisdom in Frankrijk. Het is een suffragaanbisdom van het aartsbisdom Toulouse. De bisschopszetel bevindt zich in de stad Cahors en de titelkerk is de kathedraal Saint-Étienne. Het bisdom komt overeen met het departement Lot en heeft een oppervlakte van 5.217 km². 
In 2021 telde het bisdom 392 parochies bediend door 47 diocesane priesters en 7 permanente diakens. De parochies zijn verdeeld over 4 dekenaten: Cahors, Causse Central, Figeac en Cère & Dordogne. Naar Franse normen is het bisdom dunbevolkt en het is grotendeels landelijk. Van de 174.000 inwoners waren er 164.000 katholiek of 93,8%. Bisschop is Laurent Michel Camiade.
Het bedevaartsoord Rocamadour ligt in het bisdom.

Het moderne bisdom binnen Frankrijk

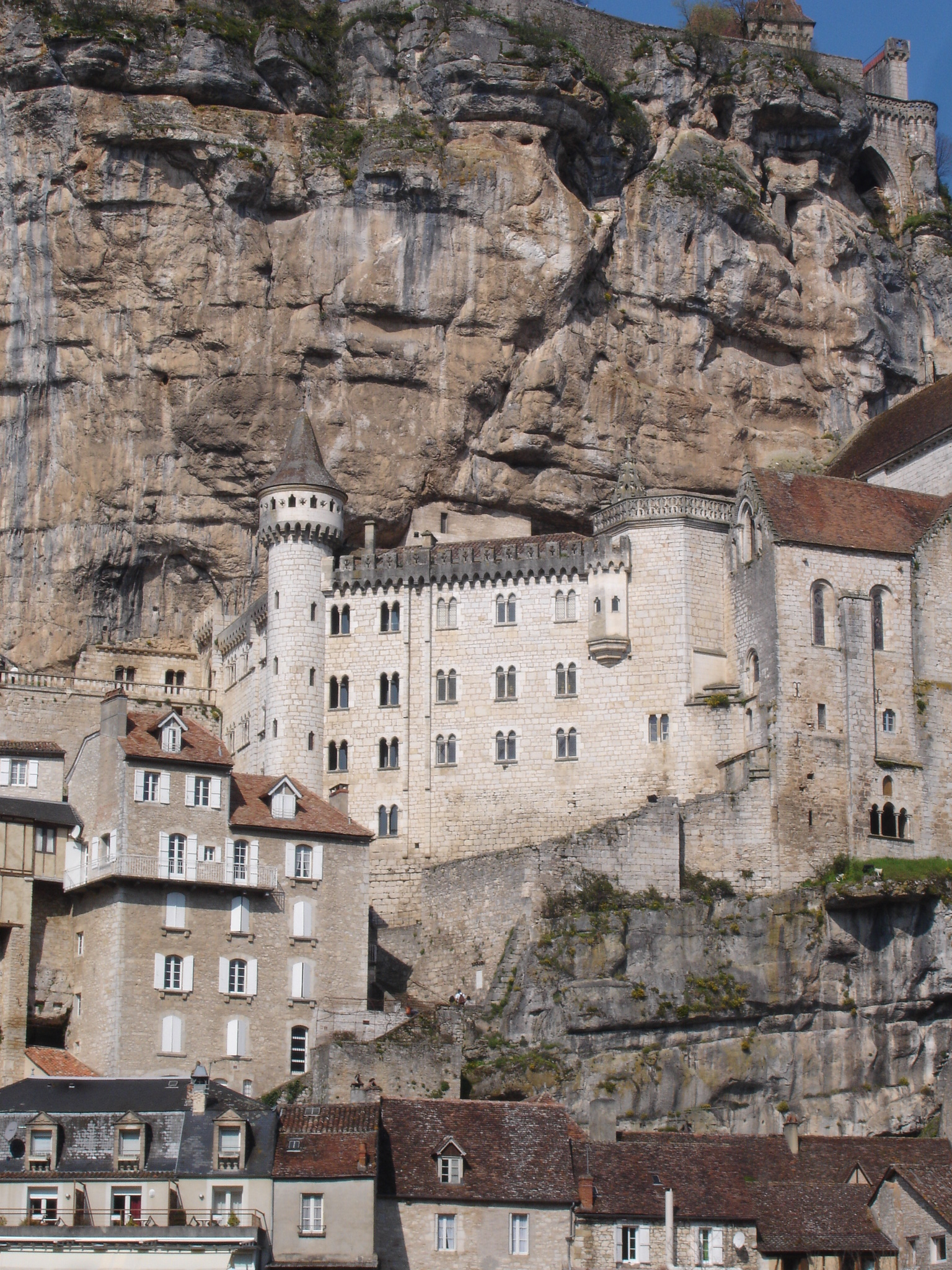
Rocamadour

## Geschiedenis
Volgens de overlevering werd de stad Cahors (toen Divona Cadurcorum) gekerstend door de heilige Martialis en ontstond het bisdom in de 3e eeuw. Tijdens het ancien régime was het bisdom een van de grootste van Frankrijk met ongeveer 800 parochies. Het omvatte het grootste deel van de provincie Quercy. De bisschoppen van Cahors hadden ook wereldlijke macht en stelden zich onafhankelijk op ten opzichte van de graven van Toulouse. In de stad Cahors werd de macht van de bisschoppen aangevochten door de rijke handelaars en bankiers. Zij bekwamen in de 13e eeuw het privilegie om consuls te verkiezen. Bij het Concordaat van 1801 werden de grenzen van het bisdom gelijkgemaakt met die van het departement Lot en verloor het bisdom dus een groot deel van zijn territorium. In 2002 werd het bisdom suffragaan aan het aartsbisdom Toulouse in plaats van het aartsbisdom Albi.

### Opmerkelijke personen
Jaques Duèze, de latere paus Johannes XXII, was afkomstig uit Cahors. Het bisdom bracht ook verschillende heiligen en zaligen voort:
- Alain de Solminihac (1593-1659), augustijner abt en bisschop, zaligverklaard in 1981
- Jean-Gabriel Perboyre (1802-1840), lazarist en martelaar in China, heiligverklaard in 1996
- Pierre Bonhomme (1803-1861), ordestichter, zaligverklaard in 2003

## Bisschoppen
Enkele bisschoppen tijdens het ancien régime:
- Guillaume de Cardaillac (1208-1234)
- Alessandro Farnese (1554-1557)
- Alain de Solminihac (1637-1659)
- Louis-Antoine de Noailles (1679-1680)

De bisschoppen sinds het Concordaat van 1801:
- Guillaume-Balthasar Cousin de Grainville (1802-1828)
- Paul Louis Joseph D’Hautpoul (1828-1842)
- Jean-Jacques-David Bardou (1842-1863)
- Joseph-François-Clet Peschoud (1863-1865)
- Pierre-Alfred Grimardias (1866-1896)
- Emile-Christophe Enard (1896-1906)
- Victor-Onésime-Quirin Laurans (1906-1911)
- Pierre-Célestin Cézerac (1911-1918)
- Joseph-Lucien Giray (1918-1936)
- Jean-Joseph Moussaron (1936-1940)
- Paul Chevrier (1941-1962)
- André Bréheret (1962-1972)
- Joseph-Marie-Henri Rabine (1973-1986)
- Maurice-Adolphe Gaidon (1987-2004)
- Norbert José Henri Turini (2004-2014)
- Laurent Michel Camiade (2015-)